# Luisa Moreno
Luisa Moreno (Guatemala, 30 d'agost de 1907 – 4 de novembre de 1992) va ser una sindicalista guatemalenca que, al llarg d'un període de vint anys carrera professional en la vida pública, es va ser una de les dones llatines més destacades del moviment dels drets dels treballadors internacionals.
Morenon nascuda Blanca Rosa Lopez Rodrigues, va néixer a una família adinerada a la ciutat de Guatemala. Quan encara era jove, va organitzar La Societat Gabriela Mistral, que va pressionar amb èxit per l'admissió de dones a les universitats guatemalenques. Rebutjant el seu estatus d'elit, va anar a Ciutat de Mèxic per continuar una carrera periodística. Mentre estava allà, també va escriure poesia. Es va casar amb Angel De León, artista, el 1927, i junts van anar a viure a la ciutat de Nova York l'any següent. Allà va néixer llur filla Mytyl.
Mentre estava a Nova York, va participar en la pel·lícula Under a Texas Moon (1930) per la Warner Bros. Va ser titllada com antimexicana per un grup de llatins dirigit per Gonzalo González. La policia va brutalitzar els piquets i va matar González. L'assassinat va provocar una protesta panllatina, en la qual va participar Moreno. Posteriorment li va dir a Bert Corona que l'experiència «la va motivar a treballar en nom d'unificar les comunitats de parla hispana».
Es va llicenciar al Col·legi de Santíssims Noms de les universitats catòliques a Oakland (Califòrnia).
Tot i que Luisa Moreno és una figura important en el precursor del moviment chicano i els sindicats laborals en el moviment obrer nord-americà, el seu paper sovint es passa per alt. Des dels anys 1970, activistes i historiadors han intentat reconstruir el seu paper en els moviments i donar-li el crèdit que li escau. Entre ells es troba la muralista i professora Judy Baca, que va commemorar l'organització dels treballadors de Cal San a la seva Gran Muralla de Los Angeles. El mur, una representació visual de la història de Los Angeles, ret homenatge a Moreno i inclou una imatge de la seva cara envoltada d'imatges de vaguistes.